# Appareil digestif humain
Pour les articles homonymes, voir Appareil digestif et appareil.
 (novembre 2017).
L'appareil digestif humain, ou système gastro-intestinal humain, est le système d'organes qui ingère la nourriture, la digère pour en extraire de l'énergie et des nutriments, et évacue le surplus en matière fécale.
La digestion est importante pour décomposer les aliments en nutriments, que le corps utilise pour l'énergie, la croissance et la réparation des cellules.
Quand on mange, les aliments sont mâchés et transformés en grosses molécules. Elles sont ensuite transformées en molécules suffisamment petites (nutriments) pour être absorbées dans la circulation sanguine[style à revoir]. Le reste est ensuite éliminé par le corps sous forme de déchets (selles).
Le tube digestif varie d'une espèce animale à l'autre. Par exemple, certains animaux ont des estomacs à plusieurs chambres.
Au niveau embryologique, le tube digestif est constitué de plusieurs feuillets embryonnaires : la cavité buccale et l'anus sont d'origine ectodermique, alors que le reste du tube est d'origine endodermique.
Ce système est un tube faisant transiter dans divers compartiments les aliments ingérés par les êtres vivants qui en sont munis. Ces aliments portent successivement le nom de contenu gastrique, chyle et chyme alimentaires. Dans ce tube diverses opérations mécaniques et chimiques vont transformer la nourriture en nutriments.
Les transformations mécaniques sont réalisées par le système masticateur et la couche de muscles bordant le tube digestif. Les transformations chimiques sont réalisées par le complexe enzymatique (catalyse enzymatique). Ces transformations enzymatiques sont couplées à un pH favorisant ces réactions. Par exemple, le pH de l'estomac est de 3 en attente d'une prise alimentaire.
Le rôle essentiel de l'appareil digestif est d'assimiler, d'absorber les nutriments dans la circulation sanguine et lymphatique et d'éliminer les éléments non assimilables.
Cependant, l'appareil digestif possède également deux autres rôles :
- un rôle de défense de l’organisme ;
- un rôle endocrinien.

## Composants de l'appareil digestif

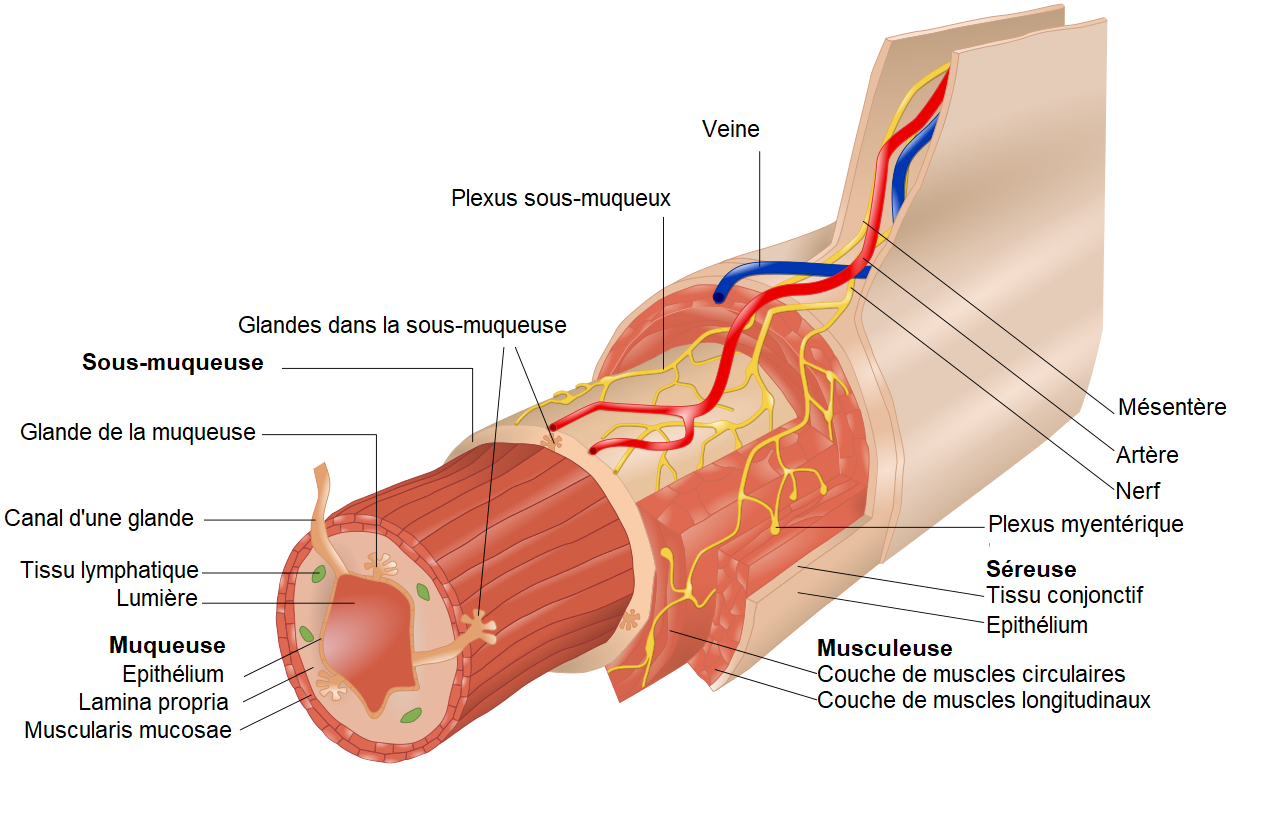
Structure générale du tube digestif.

Plusieurs organes et autres composants interviennent dans la digestion des aliments. Les organes dits accessoires sont le foie, la vésicule biliaire et le pancréas. Parmi les autres organes figurent la bouche, les glandes salivaires, la langue, les dents et l'épiglotte.
La plus grande structure du système digestif est le tube digestif (tractus gastro-intestinal). Il commence par la bouche et se termine par l'anus, sur une distance d'environ neuf mètres.
L'estomac est un organe digestif majeur. Sa muqueuse renferme des millions de glandes gastriques. Leurs sécrétions sont essentielles à son fonctionnement.
La majeure partie de la digestion des aliments a lieu dans l'intestin grêle, la partie la plus longue du tube digestif.
Le côlon, ou gros intestin, est la partie la plus importante du tube digestif. L'eau y est absorbée et les déchets restants sont stockés avant la défécation.
Le tube digestif comprend de nombreuses cellules spécialisées. Il s'agit notamment des différentes cellules des glandes gastriques, des cellules gustatives, des cellules du canal pancréatique, des entérocytes et des cellules micropliées.
Certaines parties du système digestif font également partie du système excréteur, notamment le gros intestin.

### Bouche
La bouche est la première partie du tube digestif supérieur et est dotée de plusieurs structures qui initient les premiers processus de digestion. Parmi celles-ci figurent les glandes salivaires, les dents et la langue. La bouche se compose de deux régions : le vestibule et la cavité buccale proprement dite. Le vestibule est la zone située entre les dents, les lèvres et les joues; le reste constitue la cavité buccale proprement dite. La majeure partie de la cavité buccale est tapissée de muqueuse buccale, une membrane muqueuse qui produit un mucus lubrifiant, dont seule une petite quantité est nécessaire. La structure des muqueuses varie selon les régions du corps, mais elles produisent toutes un mucus lubrifiant, sécrété soit par les cellules de surface, soit, plus généralement, par les glandes sous-jacentes. La muqueuse buccale se prolonge par la fine muqueuse qui tapisse la base des dents. Le principal composant du mucus est une glycoprotéine appelée mucine, dont le type sécrété varie selon la région concernée. La mucine est visqueuse, transparente et adhérente. Sous la muqueuse buccale se trouve une fine couche de tissu musculaire lisse, dont la connexion lâche avec la membrane lui confère sa grande élasticité. Elle recouvre les joues, la face interne des lèvres et le plancher buccal, et la mucine produite offre une protection efficace contre la carie dentaire.
Le toit de la bouche, appelé palais, sépare la cavité buccale des fosses nasales. Le palais est dur à l'avant, car la muqueuse qui le recouvre est recouverte d'une plaque osseuse ; il est plus mou et plus flexible à l'arrière, car il est constitué de muscles et de tissu conjonctif. Il permet la déglutition des aliments et des liquides. Le palais mou se termine à la luette. La surface du palais dur permet la pression nécessaire à la prise alimentaire, libérant ainsi les voies nasales. L'ouverture entre les lèvres est appelée fente buccale, et l'ouverture dans la gorge est appelée arrière-gorge.
De chaque côté du palais mou se trouvent les muscles palatoglosses qui pénètrent également dans certaines régions de la langue. Ces muscles soulèvent l'arrière de la langue et ferment les deux côtés de l'arrière-gorge pour permettre la déglutition.  Le mucus contribue à la mastication des aliments grâce à sa capacité à les ramollir et à les recueillir lors de la formation du bol alimentaire.

#### Glande salivaire
Il existe trois paires de glandes salivaires principales et entre 800 et 1 000 glandes salivaires mineures, qui participent toutes principalement au processus digestif et jouent également un rôle important dans le maintien de la santé dentaire et la lubrification buccale générale, sans lesquelles la parole serait impossible. Les glandes principales sont toutes des glandes exocrines, sécrétant par des canaux. Toutes ces glandes se terminent dans la bouche. Les plus grandes sont les glandes parotides, dont la sécrétion est principalement séreuse. La paire suivante, située sous la mâchoire, est les glandes submandibulaires, qui produisent à la fois du liquide séreux et du mucus. Le liquide séreux est produit par les glandes séreuses de ces glandes salivaires, qui produisent également la lipase linguale. Elles produisent environ 70 % de la salive de la cavité buccale. La troisième paire est constituée des glandes sublinguales, situées sous la langue, dont la sécrétion est principalement muqueuse avec un faible pourcentage de salive.
Les glandes salivaires mineures se trouvent dans la muqueuse buccale, ainsi que sur la langue, le palais et le plancher buccal. Leurs sécrétions sont principalement muqueuses et innervées par le nerf facial (CN7). Ces glandes sécrètent également de l'amylase, une première étape de la dégradation des aliments. Elle agit sur les glucides contenus dans les aliments pour transformer l'amidon en maltose. D'autres glandes séreuses, situées à la surface de la langue, entourent les papilles gustatives situées à l'arrière de la langue et produisent également de la lipase linguale. La lipase est une enzyme digestive qui catalyse l'hydrolyse des lipides (graisses). Ces glandes, appelées glandes de von Ebner, jouent également un rôle dans la sécrétion d'histatines, une protéine qui offre une défense précoce (hors système immunitaire) contre les microbes présents dans les aliments, lorsqu'ils entrent en contact avec ces glandes situées sur le tissu lingual,. Les informations sensorielles peuvent stimuler la sécrétion de salive, fournissant ainsi le liquide nécessaire au fonctionnement de la langue et facilitant également la déglutition des aliments.

#### Salive
La salive humidifie et ramollit les aliments et, grâce à la mastication, transforme les aliments en un bol alimentaire onctueux. Ce bol alimentaire est également facilité par la lubrification apportée par la salive lors de son passage de la bouche à l’œsophage. La présence dans la salive d’enzymes digestives, l’amylase et la lipase, est également importante. L’amylase commence à agir sur l’amidon des glucides, le décomposant en sucres simples, le maltose et le dextrose, qui peuvent ensuite être décomposés dans l’intestin grêle. La salive présente dans la bouche peut représenter 30 % de cette digestion initiale de l’amidon. La lipase commence à dégrader les graisses. La lipase est ensuite produite dans le pancréas où elle est libérée pour poursuivre la digestion des graisses. La présence de lipase salivaire est primordiale chez les jeunes bébés dont la lipase pancréatique n’est pas encore développée.
Outre son rôle dans l’apport d’enzymes digestives, la salive a une action nettoyante pour les dents et la bouche. Elle joue également un rôle immunologique en fournissant des anticorps au système, tels que l'immunoglobuline A. Ce rôle est essentiel dans la prévention des infections des glandes salivaires, notamment de la parotidite.
La salive contient également une glycoprotéine appelée haptocorrine, une protéine de liaison à la vitamine B12. Elle se lie à la vitamine afin de la transporter en toute sécurité à travers le contenu acide de l'estomac. Lorsqu'elle atteint le duodénum, les enzymes pancréatiques décomposent la glycoprotéine et libèrent la vitamine, qui se lie alors au facteur intrinsèque.

#### Langue
Les aliments pénètrent dans la bouche, où se déroule la première étape du processus digestif, avec l'action de la  langue et la sécrétion de salive. La langue est un organe sensoriel charnu et musculaire, et les premières informations sensorielles sont reçues par les papilles gustatives situées à sa surface. Si le goût est agréable, la langue entre en action et manipule les aliments dans la bouche, ce qui stimule la sécrétion de salive par les glandes salivaires. La salive liquide contribue au ramollissement des aliments et, grâce à ses enzymes, commence à les décomposer alors qu'ils sont encore en bouche. La première partie des aliments à être décomposée est l'amidon des glucides (par l'enzyme amylase présente dans la salive).
La langue est fixée au plancher buccal par une bande ligamentaire appelée frein, ce qui lui confère une grande mobilité pour la manipulation des aliments (et de la parole) ; l'amplitude de manipulation est contrôlée de manière optimale par l'action de plusieurs muscles et limitée à l'extérieur par l'étirement du frein. Les deux groupes de muscles de la langue sont quatre muscles intrinsèques qui proviennent de la langue et participent à sa formation, et quatre muscles extrinsèques qui proviennent de l'os et participent à son mouvement.

#### Goût
Le goût est une forme de chimioréception qui se produit dans les récepteurs gustatifs spécialisés, contenus dans des structures appelées papilles gustatives dans la bouche. Les papilles gustatives se situent principalement sur la face supérieure (dos) de la langue. La perception du goût est essentielle pour prévenir la consommation d'aliments nocifs ou avariés. On trouve également des papilles gustatives sur l'épiglotte et la partie supérieure de l'œsophage. Les papilles gustatives sont innervées par une branche du nerf facial, la corde du tympan, et le nerf glossopharyngien. Les messages gustatifs sont transmis au cerveau via ces nerfs crâniens. Le cerveau peut distinguer les qualités chimiques des aliments. Les cinq saveurs de base sont le salé, l'acide, l'amertume, le sucré et l'umami. La détection du salé et de l'acide permet de contrôler l'équilibre sel-acide. La détection de l'amertume avertit de la présence de poisons : de nombreuses défenses des plantes sont constituées de composés toxiques amers. Le sucré oriente vers les aliments qui fourniront de l'énergie ; La dégradation initiale des glucides énergétiques par l'amylase salivaire crée le goût sucré, les sucres simples en étant le premier résultat. On pense que le goût umami signale la présence d'aliments riches en protéines. Les goûts acides sont liés à l'acidité, souvent présente dans les aliments de mauvaise qualité. Le cerveau doit décider très rapidement si l'aliment doit être consommé ou non. Ce sont les découvertes de 1991, décrivant les premiers récepteurs olfactifs, qui ont contribué à accélérer la recherche sur le goût. Les récepteurs olfactifs sont situés à la surface des cellules du nez et se lient à des substances chimiques permettant la détection des odeurs. On suppose que les signaux des récepteurs gustatifs interagissent avec ceux du nez pour former une idée des saveurs alimentaires complexes.

#### Dents
Les dents sont des structures complexes constituées de matériaux qui leur sont spécifiques. Elles sont constituées d'une substance semblable à l'os, la dentine, recouverte du tissu le plus dur du corps : l'émail. Les dents ont des formes variées pour répondre aux différents aspects de la mastication, qui consiste à déchirer et à mâcher les aliments en morceaux de plus en plus petits. Cela permet d'accroître considérablement la surface d'action des enzymes digestives. Les dents doivent leur nom à leur rôle spécifique dans le processus de mastication : les incisives servent à couper ou à mordre les aliments ; les canines servent à déchirer ; les prémolaires et les molaires servent à mâcher et à broyer. La mastication des aliments à l'aide de la salive et du mucus produit un bol alimentaire mou qui peut ensuite être avalé et descendre dans le tube digestif supérieur jusqu'à l'estomac. Les enzymes digestives présentes dans la salive contribuent également à la propreté des dents en décomposant les particules alimentaires coincées,.

#### Épiglotte
L’épiglotte est un lambeau de cartilage élastique fixé à l’entrée du larynx. Recouverte d’une muqueuse, elle abrite des papilles gustatives sur sa face linguale, tournée vers la bouche. Sa face laryngée est tournée vers le larynx. L’épiglotte protège l’entrée de la glotte, l’ouverture entre les cordes vocales. Elle est normalement orientée vers le haut pendant la respiration, sa face inférieure faisant partie du pharynx. Cependant, lors de la déglutition, elle se replie vers une position plus horizontale, sa face supérieure faisant partie du pharynx. De cette façon, elle empêche les aliments de pénétrer dans la trachée et les dirige vers l’œsophage, situé derrière. Lors de la déglutition, le mouvement vers l’arrière de la langue force l’épiglotte à recouvrir l’ouverture de la glotte afin d’empêcher les aliments avalés de pénétrer dans le larynx, qui mène aux poumons. Le larynx est également tiré vers le haut pour faciliter ce processus. La stimulation du larynx par la matière ingérée produit un fort réflexe de toux afin de protéger les poumons.

### Pharynx
Le pharynx fait partie de la zone conductrice du système respiratoire et du système digestif. Il s'agit de la partie de la gorge située immédiatement derrière les fosses nasales, au fond de la bouche et au-dessus de l'œsophage et du larynx. Le pharynx est composé de trois parties. Les deux parties inférieures, l'oropharynx et le laryngopharynx, participent au système digestif. Le laryngopharynx est relié à l'œsophage et sert de voie de passage à l'air et aux aliments. L'air pénètre dans le larynx par l'avant, mais tout ce qui est avalé est prioritaire et le passage de l'air est temporairement bloqué. Le pharynx est innervé par le plexus pharyngé du nerf vague. Les muscles du pharynx poussent les aliments dans l'œsophage. Le pharynx rejoint l'œsophage au niveau de l'entrée œsophagienne qui est située derrière le cartilage cricoïde.

### Œsophage
L'œsophage, est un tube musculaire par lequel les aliments passent du pharynx à l'estomac. Il est en continuité avec le laryngopharynx. Il traverse le médiastin postérieur du thorax et pénètre dans l'estomac par un orifice du diaphragme thoracique, le hiatus œsophagien, au niveau de la dixième vertèbre thoracique (T10). Sa longueur moyenne est de 25 cm et varie selon la taille de l'individu. Il est divisé en deux parties : cervicale, thoracique et abdominale. Le pharynx rejoint l'œsophage au niveau de l'orifice œsophagien, situé derrière le cartilage cricoïde.
Au repos, l'œsophage est fermé à ses deux extrémités par les sphincters œsophagiens supérieur et inférieur. L'ouverture du sphincter supérieur est déclenchée par le réflexe de déglutition, permettant ainsi le passage des aliments. Le sphincter sert également à empêcher le reflux de l'œsophage vers le pharynx. L'œsophage est doté d'une muqueuse et d'un épithélium protecteur, constamment renouvelé en raison du volume d'aliments qui y transite. Lors de la déglutition, les aliments passent de la bouche à l'œsophage en passant par le pharynx. L'épiglotte se replie en position plus horizontale pour diriger les aliments vers l'œsophage et les éloigner de la trachée.
Une fois dans l'œsophage, le bol alimentaire descend vers l'estomac grâce à des contractions et des relâchements musculaires rythmiques, appelés péristaltisme. Le sphincter œsophagien inférieur est un sphincter musculaire qui entoure la partie inférieure de l'œsophage. La jonction gastro-œsophagienne entre l'œsophage et l'estomac est contrôlée par le sphincter œsophagien inférieur, qui reste contracté en permanence, sauf pendant la déglutition et les vomissements, afin d'empêcher le contenu de l'estomac de pénétrer dans l'œsophage. L'œsophage n'étant pas aussi protégé contre l'acidité que l'estomac, toute défaillance de ce sphincter peut entraîner des brûlures d'estomac.

### Diaphragme
Le diaphragme est un élément important du système digestif. Il sépare la cavité thoracique de la cavité abdominale, où se trouvent la plupart des organes digestifs. Le muscle suspenseur relie le duodénum ascendant au diaphragme. Ce muscle est censé jouer un rôle dans le système digestif, car son insertion offre un angle plus large avec l'angle duodéno-jéjunal, facilitant ainsi le passage des matières digestives. Le diaphragme s'attache également au foie et le maintient en place. L'œsophage pénètre dans l'abdomen par un orifice du diaphragme au niveau de T10.

### Estomac
L’estomac est un organe majeur du tube digestif. C’est un organe en forme de J, relié à l’œsophage à son extrémité supérieure et au duodénum à son extrémité inférieure. L’acide gastrique (aussi appelé suc gastrique), produit dans l’estomac, joue un rôle essentiel dans le processus digestif et contient principalement de l’acide chlorhydrique et du chlorure de sodium. Une hormone peptidique, la gastrine, produite par les cellules G des glandes gastriques, stimule la production de suc gastrique, ce qui active les enzymes digestives. Le pepsinogène est une enzyme précurseur (zymogène) produite par les cellules principales de l’estomac, et l’acide gastrique active cette enzyme en pepsine, qui initie la digestion des protéines. Comme ces deux substances chimiques endommageraient la paroi de l’estomac, du mucus est sécrété par d’innombrables glandes gastriques, formant ainsi une couche protectrice visqueuse contre les effets nocifs de ces substances sur les parois internes de l’estomac.
Parallèlement à la digestion des protéines, un brassage mécanique se produit grâce au péristaltisme, des vagues de contractions musculaires qui se déplacent le long de la paroi de l'estomac. Cela permet à la masse alimentaire de se mélanger aux enzymes digestives. La lipase gastrique, sécrétée par les principales cellules des glandes fundiques de la muqueuse gastrique, est une lipase acide, contrairement à la lipase pancréatique alcaline. Elle décompose les graisses dans une certaine mesure, mais n'est pas aussi efficace que la lipase pancréatique.
Le pylore, la partie la plus basse de l'estomac reliée au duodénum par le canal pylorique, contient d'innombrables glandes qui sécrètent des enzymes digestives, dont la gastrine. Après une heure ou deux, un semi-liquide épais appelé chyme est produit. Lorsque le sphincter pylorique s'ouvre, le chyme pénètre dans le duodénum où il se mélange aux enzymes digestives du pancréas, puis traverse l'intestin grêle, où la digestion se poursuit.
Les cellules pariétales du fundus de l'estomac produisent une glycoprotéine appelée facteur intrinsèque, essentielle à l'absorption de la vitamine B12. La vitamine B12 (cobalamine) est transportée jusqu'à l'estomac et y est liée à une glycoprotéine sécrétée par les glandes salivaires, la transcobalamine I, également appelée haptocorrine, qui protège la vitamine acido-sensible du contenu acide de l'estomac. Une fois dans le duodénum, plus neutre, les enzymes pancréatiques dégradent la glycoprotéine protectrice. La vitamine B12 libérée se lie alors au facteur intrinsèque, qui est ensuite absorbé par les entérocytes de l'iléon.
L'estomac est un organe extensible qui peut normalement contenir environ un litre de nourriture. Cette expansion est rendue possible par une série de replis gastriques dans les parois internes de l'estomac. L'estomac d'un nouveau-né ne peut contenir qu'environ 30 ml.

### Rate
La rate est le plus grand organe lymphoïde du corps, mais elle a d’autres fonctions. Elle décompose les globules rouges et blancs épuisés. C’est pourquoi on la surnomme parfois le « cimetière des globules rouges ». Cette digestion produit la bilirubine, un pigment qui est envoyé au foie et sécrété dans la bile. Le fer est également utilisé pour la formation de nouvelles cellules sanguines dans la moelle osseuse. La médecine considère la rate comme appartenant exclusivement au système lymphatique, bien que l’ensemble de ses fonctions importantes ne soit pas encore pleinement compris.

### Foie
Le foie est le deuxième plus grand organe (après la peau). C'est une glande digestive accessoire qui joue un rôle dans le métabolisme de l'organisme. Il remplit de nombreuses fonctions, dont certaines sont importantes pour la digestion. Il peut détoxifier divers métabolites, synthétiser des protéines et produire des substances biochimiques nécessaires à la digestion. Il régule le stockage du glycogène, qu'il peut former à partir du glucose (glycogenèse). Il peut également synthétiser du glucose à partir de certains acides aminés. Ses fonctions digestives sont largement impliquées dans la dégradation des glucides. Il maintient également le métabolisme des protéines, notamment dans leur synthèse et leur dégradation. Dans le métabolisme des lipides, il synthétise le cholestérol. Des graisses sont également produites lors de la lipogenèse. Le foie synthétise la majeure partie des lipoprotéines. Le foie est situé dans le quadrant supérieur droit de l'abdomen, sous le diaphragme auquel il est rattaché par une partie, la zone dénudée du foie. Celle-ci se trouve à droite de l'estomac et recouvre la vésicule biliaire. Le foie synthétise des acides biliaires et de la lécithine pour favoriser la digestion des graisses.

#### Bile
La bile produite par le foie est composée d'eau (97 %), de sels biliaires, de mucus et de pigments, et de 1 % de graisses et de sels minéraux. La bilirubine est son principal pigment. La bile agit en partie comme tensioactif, abaissant la tension superficielle entre deux liquides ou entre un solide et un liquide, et contribuant à l'émulsion des graisses du chyme. Les graisses alimentaires sont dispersées par l'action de la bile en unités plus petites appelées micelles. La décomposition en micelles crée une surface d'action beaucoup plus grande pour l'enzyme pancréatique, la lipase. La lipase digère les triglycérides, qui sont décomposés en deux acides gras et un monoglycéride. Ceux-ci sont ensuite absorbés par les villosités de la paroi intestinale. Si les graisses ne sont pas absorbées de cette manière dans l'intestin grêle, des problèmes peuvent survenir ultérieurement dans le gros intestin, qui n'est pas équipé pour absorber les graisses. La bile contribue également à l'absorption de la vitamine K présente dans l'alimentation. La bile est collectée et acheminée par le canal hépatique commun. Ce canal rejoint le canal cystique pour former un canal cholédoque avec la vésicule biliaire. La bile est stockée dans la vésicule biliaire et libérée lors de l'évacuation des aliments dans le duodénum, puis quelques heures plus tard.

#### Vésicule biliaire
La vésicule biliaire est une partie creuse des voies biliaires située juste sous le foie, son corps reposant dans une petite dépression. C'est un petit organe où la bile produite par le foie est stockée avant d'être libérée dans l'intestin grêle. La bile s'écoule du foie par les canaux biliaires et pénètre dans la vésicule biliaire pour y être stockée. La bile est libérée en réponse à la cholécystokinine (CCK), une hormone peptidique libérée par le duodénum. La production de CCK (par les cellules endocrines du duodénum) est stimulée par la présence de graisse dans le duodénum.
Elle est divisée en trois sections : un fundus, un corps et un col. Le col se rétrécit et se connecte aux voies biliaires par le canal cystique, qui rejoint ensuite le canal hépatique commun pour former le canal cholédoque. À cette jonction se trouve un repli muqueux appelé poche de Hartmann, où les calculs biliaires se logent généralement. La couche musculaire du corps est constituée de tissu musculaire lisse qui favorise la contraction de la vésicule biliaire, lui permettant ainsi d'évacuer la bile dans le canal cholédoque. La vésicule biliaire doit stocker la bile sous une forme naturelle et semi-liquide en permanence. Les ions hydrogène sécrétés par la paroi interne de la vésicule biliaire maintiennent la bile suffisamment acide pour l'empêcher de durcir. Pour diluer la bile, on lui ajoute de l'eau et des électrolytes provenant du système digestif. De plus, des sels se fixent aux molécules de cholestérol dans la bile pour les empêcher de cristalliser. Un excès de cholestérol ou de bilirubine dans la bile, ou une vésicule biliaire qui ne se vide pas correctement, peut entraîner une défaillance du système. C'est ainsi que se forment les calculs biliaires : un petit fragment de calcium se recouvre de cholestérol ou de bilirubine, ce qui cristallise la bile et forme un calcul biliaire. La vésicule biliaire a pour fonction principale de stocker et d'évacuer la bile. La bile est libérée dans l'intestin grêle afin de faciliter la digestion des graisses en décomposant les grosses molécules en molécules plus petites. Une fois les graisses absorbées, la bile est également absorbée et transportée vers le foie pour être réutilisée.

### Pancréas
Le pancréas est un organe majeur fonctionnant comme une glande digestive accessoire du système digestif. C'est à la fois une glande endocrine et une glande exocrine. La partie endocrine sécrète de l'insuline lorsque la glycémie est élevée ; l'insuline transporte le glucose du sang vers les muscles et autres tissus pour qu'il soit utilisé comme énergie. La partie endocrine libère du glucagon lorsque la glycémie est basse ; le glucagon permet au foie de décomposer le sucre stocké en glucose afin de rééquilibrer la glycémie. Le pancréas produit et libère d'importantes enzymes digestives dans le suc pancréatique qu'il délivre au duodénum. Le pancréas est situé sous et à l'arrière de l'estomac. Il est relié au duodénum par le canal pancréatique, qu'il rejoint près de la jonction du canal biliaire, où la bile et le suc pancréatique peuvent agir sur le chyme libéré de l'estomac dans le duodénum. Les sécrétions pancréatiques aqueuses des cellules du canal pancréatique contiennent des ions bicarbonate, alcalins, qui aident la bile à neutraliser le chyme acide produit par l'estomac.
Le pancréas est également la principale source d'enzymes pour la digestion des graisses et des protéines. Certaines d'entre elles sont libérées en réponse à la production de cholécystokinine dans le duodénum. (Les enzymes qui digèrent les polysaccharides, en revanche, sont principalement produites par les parois intestinales.) Les cellules sont remplies de granules sécrétoires contenant les enzymes digestives précurseurs. Les principales protéases, les enzymes pancréatiques qui agissent sur les protéines, sont le trypsinogène et le chymotrypsinogène. De l'élastase est également produite. De plus petites quantités de lipase et d'amylase sont sécrétées. Le pancréas sécrète également de la phospholipase A2, de la lysophospholipase et de la cholestérol estérase. Les zymogènes précurseurs sont des variantes inactives de ces enzymes, ce qui évite l'apparition d'une pancréatite due à l'autodégradation. Une fois libérée dans l'intestin, l'enzyme entéropeptidase présente dans la muqueuse intestinale active le trypsinogène en le clivant pour former la trypsine ; un clivage supplémentaire produit la chymotrypsine.

### Intestin
Le tube digestif inférieur (GI) comprend l'intestin grêle et le gros intestin dans son ensemble. Le GI inférieur débute au sphincter pylorique de l'estomac et se termine à l'anus. L'intestin grêle est subdivisé en duodénum, jéjunum et iléon. Le cæcum marque la séparation entre l'intestin grêle et le gros intestin. Le gros intestin comprend le rectum et le canal anal.

#### Intestin grêle
Les aliments partiellement digérés commencent à arriver dans l'intestin grêle sous forme de chyme semi-liquide, une heure après leur ingestion. L'estomac est à moitié vide après 1,2 heure en moyenne. Après quatre ou cinq heures, l'estomac est vidé.
Dans l'intestin grêle, le pH devient crucial ; Il doit être finement équilibré pour activer les enzymes digestives. Le chyme est très acide et possède un pH faible. Il a été libéré de l'estomac et doit être rendu beaucoup plus alcalin. Ceci est obtenu dans le duodénum par l'ajout de bile provenant de la vésicule biliaire, combiné aux sécrétions bicarbonateuses du canal pancréatique et aux sécrétions de mucus riche en bicarbonate des glandes duodénales, appelées glandes de Brunner. Le chyme arrive dans l'intestin après avoir été libéré de l'estomac par l'ouverture du sphincter pylorique. Le mélange liquide alcalin qui en résulte neutralise l'acide gastrique, qui pourrait endommager la paroi intestinale. Le mucus lubrifie les parois intestinales.
Lorsque les particules alimentaires digérées sont suffisamment réduites en taille et en composition, elles peuvent être absorbées par la paroi intestinale et transportées vers la circulation sanguine. Le premier réceptacle de ce chyme est le bulbe duodénal. De là, le chyme passe dans la première des trois sections de l'intestin grêle, le duodénum (la section suivante est le jéjunum et la troisième l'iléon). Le duodénum est la première et la plus courte section de l'intestin grêle. Il s'agit d'un tube creux et articulé en forme de C reliant l'estomac au jéjunum. Il débute au bulbe duodénal et se termine au muscle suspenseur du duodénum. L'attache de ce muscle suspenseur au diaphragme faciliterait le passage des aliments en élargissant son angle d'attache.
La majeure partie de la digestion des aliments a lieu dans l'intestin grêle. Les mouvements de segmentations permettent de mélanger et de déplacer le chyme plus lentement dans l'intestin grêle, ce qui laisse plus de temps à l'absorption (qui se poursuit dans le gros intestin). Dans le duodénum, la lipase pancréatique est sécrétée avec une coenzyme, la colipase, pour digérer davantage les graisses du chyme. Cette dégradation produit de plus petites particules de graisses émulsifiées, les chylomicrons. Des cellules digestives, les entérocytes, tapissent également l'intestin (la majorité se trouvant dans l'intestin grêle). Ces cellules sont particulières car elles présentent des villosités à leur surface, elles-mêmes recouvertes d'innombrables microvillosités. Toutes ces villosités offrent une plus grande surface, non seulement pour l'absorption du chyme, mais aussi pour sa digestion ultérieure par les nombreuses enzymes digestives présentes sur les microvillosités.
Les chylomicrons sont suffisamment petits pour traverser les villosités des entérocytes et atteindre leurs capillaires lymphatiques, appelés chylifères. Un liquide laiteux appelé chyle, composé principalement des graisses émulsionnées des chylomicrons, résulte du mélange absorbé avec la lymphe dans les chylifères. Le chyle est ensuite transporté par le système lymphatique vers le reste de l'organisme.
Le muscle suspenseur marque l'extrémité du duodénum et la division entre le tube digestif supérieur et le tube digestif inférieur. Le tube digestif se poursuit par le jéjunum, qui se poursuit par l'iléon. Le jéjunum, partie médiane de l'intestin grêle, contient des replis circulaires, des lambeaux de muqueuse doublée, qui encerclent partiellement, voire totalement, la lumière intestinale. Ces replis, associés aux villosités, augmentent la surface du jéjunum, permettant ainsi une meilleure absorption des sucres digérés, des acides aminés et des acides gras dans la circulation sanguine. Ces replis ralentissent également le passage des aliments, ce qui laisse plus de temps aux nutriments pour être absorbés.
La dernière partie de l'intestin grêle est l'iléon. Il contient également des villosités et de la vitamine B12 ; les acides biliaires et les nutriments résiduels y sont absorbés. Lorsque le chyme est épuisé, les déchets restants se transforment en matières semi-solides appelées fèces, qui passent ensuite dans le gros intestin, où les bactéries de la flore intestinale décomposent les protéines et les amidons résiduels.
Le temps de transit dans l'intestin grêle est en moyenne de 4 heures. La moitié des résidus alimentaires d'un repas sont évacués de l'intestin grêle en moyenne 5,4 heures après l'ingestion. La vidange de l'intestin grêle est complète après 8,6 heures en moyenne.

#### Cæcum
Le cæcum est une poche qui sépare l'intestin grêle du côlon. Il se situe sous la valvule iléo-cæcale, dans le quadrant inférieur droit de l'abdomen. Le cæcum reçoit le chyme de l'iléon, la dernière partie de l'intestin grêle, et se connecte au côlon ascendant du côlon. À cette jonction se trouve un sphincter, la valvule iléo-cæcale, qui ralentit le passage du chyme depuis l'iléon, permettant ainsi la poursuite de la digestion. C'est également le site d'insertion de l'appendice.

#### Gros intestin
Dans le gros intestin, le passage des aliments digérés dans le côlon est beaucoup plus lent, prenant de 30 à 40 heures avant d'être éliminés par la défécation. Le côlon sert principalement de site de fermentation des matières digestibles par la flore intestinale. Ce temps varie considérablement d'un individu à l'autre. Les déchets semi-solides restants, appelés matières fécales, sont éliminés par les contractions coordonnées des parois intestinales, appelées péristaltisme, qui propulsent les excréments vers l'avant pour atteindre le rectum et sortir par l'anus via la défécation. La paroi est composée d'une couche externe de muscles longitudinaux, les taeniae coli, et d'une couche interne de muscles circulaires. Ces muscles assurent la progression des matières et empêchent tout reflux. Le rythme électrique basal, qui détermine la fréquence des contractions, contribue également au péristaltisme. Les taeniae coli sont visibles et sont responsables des renflements (haustres) présents dans le côlon. La plupart des parties du tube digestif sont recouvertes de membranes séreuses et possèdent un mésentère. D'autres parties, plus musculaires, sont tapissées d'adventice.

## Processus de la digestion et de l'excrétion
Après avoir été mastiquée, la nourriture est avalée et dirigée vers l'estomac via l'œsophage. Grâce à l'action de brassage des muscles de l'estomac et des sucs gastriques, elle est transformée en pâte liquide qui passe ensuite à travers l'intestin grêle, où les molécules nutritives sont dégradées en leur composants de base (les protéines en acides aminés, les lipides en acides gras et en glycérol et les glucides en glucose), puis sont absorbées par l'organisme en passant dans le sang et la lymphe. Les glucides et les protéines seront absorbées par les vaisseaux sanguins et les lipides seront absorbés par les vaisseaux lymphatiques. Le reste chemine vers le côlon et est rejeté en tant que fèces.

### Importance de la digestion
Pour être absorbée par l'organisme, la nourriture doit être traitée, c'est-à-dire brisée en petites molécules capables de passer dans la circulation sanguine pour ensuite être distribuée à toutes les cellules du corps. La digestion est ce processus de fractionnement et d'absorption des aliments qui serviront par la suite de nutriments et de source d'énergie à l'organisme.

### Comment la nourriture est digérée
La digestion implique le brassage des aliments, leur progression à travers le système digestif et le fractionnement des grosses molécules en plus petites. Elle débute dans la bouche, avec la mastication et la déglutition et se termine dans l'intestin. Le procédé chimique en cause est quelque peu différent selon le type de nourriture ingérée. Les bactéries normalement présentes dans le système digestif sont responsables de plusieurs transformations chimiques utiles à la digestion.

### Mouvements de nourriture à travers le système digestif
Les organes creux du système digestif sont pourvus de muscles qui permettent aux parois de faire des mouvements qui poussent la nourriture ou la brassent. Le mouvement typique de l'œsophage, de l'estomac et de l'intestin est le péristaltisme. L'action du péristaltisme ressemble à une vague traversant le muscle, ayant pour effet de diminuer le diamètre du tube digestif. Ces rétrécissements se déplacent lentement d'un bout à l'autre de l'organe, toujours dans le même sens, avec pour effet d'en pousser le contenu à travers tout le canal alimentaire.
Les premiers mouvements de ces muscles surviennent lorsque la nourriture ou un liquide est ingurgité. Bien que le fait d'avaler soit au départ un geste volontaire, une fois commencé, il devient involontaire et se poursuit sous le contrôle des nerfs.
L'œsophage est l'organe dans lequel la nourriture (bol alimentaire) est poussée une fois déglutie. Il connecte la gorge avec l'estomac. À sa jonction avec l'estomac, se trouve le sphincter du cardia qui ferme le passage entre les deux organes. Toutefois, à l'approche du bol alimentaire, le sphincter se relâche et permet à la nourriture de passer.
La nourriture pénètre dans l'estomac qui a alors trois tâches mécaniques à effectuer. Premièrement, il doit contenir tous les aliments et liquides avalés, ce qui requiert que le sphincter supérieur (cardia) reste relâché et accepte une grande quantité de matière. Deuxièmement, il doit malaxer la nourriture avec les sucs gastriques qu'il produit (HCl, enzymes...). Ceci est fait par l'action des muscles de la base de l'estomac. Finalement, il doit vider son contenu en direction de l'intestin grêle.
Différents facteurs affectent l'évacuation du contenu de l'estomac, incluant la nature des aliments (en particulier leur teneur en gras et protéines), ainsi que le degré d'action musculaire nécessaire pour vider l'estomac et au niveau de l'intestin, d'en recevoir le contenu. À mesure que la nourriture est digérée dans l'intestin et dissoute par les sucs pancréatiques, hépatiques et intestinaux, elle est brassée et toujours poussée plus loin le long de l'intestin.
Finalement, tous les nutriments déjà digérés sont absorbés par les parois intestinales. Les déchets de ce procédé sont constitués de fibres ou de cellules mortes. Ils sont propulsés vers le côlon (cæcum, côlon ascendant, côlon transverse, côlon descendant, côlon sigmoïde), où le bol alimentaire sera dépourvu de son eau. Le bol alimentaire, maintenant transformé en fèces, sera stocké dans le rectum et éliminé par l'anus (sphincter anal).

### Production de sucs digestifs
Les premières glandes qui entrent en action sont les glandes salivaires. La salive qu'elles produisent contient une enzyme, l'amylase, qui entame la digestion de l'amidon.
Ensuite, les cellules tapissant la paroi interne de l'estomac sécrètent les sucs gastriques composés d'acide chlorhydrique et d'enzymes peptidiques qui digèrent les protéines. Curieusement, l'acide produit par l'estomac ne le détruit pas lui-même. Le mucus qu'il produit réussit à le protéger et l'action de l'acide se concentre uniquement sur les aliments.
Après que l'estomac s'est vidé de son contenu dans l'intestin grêle (duodénum), en passant par le sphincter du pylore, les sucs digestifs du pancréas et du foie sont ajoutés aux aliments afin de poursuivre la digestion. Le pancréas produit de nombreuses enzymes capables de dégrader les glucides, les lipides et les protéines. D'autres enzymes sont sécrétées également par les parois de l'intestin.
Le foie produit la bile. Celle-ci est mise en réserve dans la vésicule biliaire. Au moment de la prise d'aliments, la vésicule se contracte pour libérer la bile dans l'intestin via le cholédoque. La bile dissout les lipides, un peu comme les détergents agissent sur la graisse d'une poêle à frire. Les molécules ainsi obtenues sont digérées par les enzymes du pancréas et de l'intestin.

#### Protéines
La nourriture (comme les céréales, les légumineuses, la viande, les noix, les amandes, les noisettes... et les œufs) contient des molécules géantes appelées protéines. Ces molécules doivent tout d'abord être digérées par les enzymes pour ensuite être absorbées par le sang. Ces molécules sont utilisées pour réparer les tissus cellulaires. La plus grosse part de la digestion est située dans l'intestin grêle.

#### Lipides (graisses)
Les molécules de gras constituent une importante source d'énergie pour le corps. La première étape de la digestion d'un corps gras comme le beurre par exemple, est de le dissoudre dans le milieu aqueux de la cavité intestinale. Les acides de la bile réduisent ces grosses molécules en de plus petites comme les acides gras et le cholestérol. Ces molécules peuvent ensuite être absorbées par les cellules de la paroi intestinale où elles sont transformées en molécules plus grosses qui sont déversées dans les vaisseaux lymphatiques. De là elles passent ensuite dans le sang qui les dirige vers les réserves de graisse de l'organisme.

#### Vitamines
D'autres éléments très importants puisés dans la nourriture sont les vitamines. Elles sont classées en deux grands groupes selon leurs solubilité: dans l'eau (toutes les vitamines B et la vitamine C) ou dans les lipides (vitamines A, D, E, K).

#### Eau et sels
La plupart du matériel absorbé par les parois de l'intestin est composé d'eau dans laquelle des sels sont dissous. Cette eau et ces sels proviennent de la nourriture et liquides absorbés, mais aussi des sucs gastriques sécrétés par l'organisme.

### Contrôle des processus digestifs

#### Régulateurs hormonaux
Le système digestif produit ses propres régulateurs :
- la gastrine entraîne l'estomac à produire un acide permettant de dissoudre et digérer certains aliments. Il est également nécessaire pour la croissance normale de la paroi de l'estomac, l'intestin grêle et le côlon.
- la sécrétine permet au pancréas de produire un suc riche en bicarbonate. Elle stimule l'estomac pour produire de la pepsine, une enzyme qui digère les protéines, et elle stimule également le foie pour produire la bile.
- la cholécystokinine (CCK) permet au pancréas de croître et de produire les enzymes des sucs pancréatiques, et elle permet à la vésicule de se vider.

#### Régulateurs nerveux
La digestion est en grande partie régulée par le système nerveux autonome, le système sympathique l'inhibant, le système parasympathique la favorisant. En effet, une stimulation sympathique (noradrénaline) entraîne : une diminution de la motricité, une contraction des sphincters, une inhibition des sécrétions digestives, notamment pancréatiques. À l'inverse, une stimulation parasympathique (acétylcholine) entraîne : une augmentation de la motricité, un relâchement des sphincters, une stimulation des sécrétions digestives. Deux types de nerfs permettent de contrôler l’action du système digestif. Des nerfs extrinsèques (para- et ortho-sympathiques), utilisant deux neurotransmetteur, l'acetylcholine et l'adrénaline. L’acetylcholine permet aux muscles du système digestif d’écraser avec plus de force et de pousser la nourriture et les liquides dans le tube digestif. L’acetylcholine permet également à l’estomac et au pancréas de produire plus de sucs gastriques. L’adrénaline relâche les muscles de l’estomac et diminue le flux de sang vers ces organes.
Plus important encore, les nerfs intrinsèques forment un réseau très dense dans les parois de l’œsophage, de l’estomac, de l’intestin grêle et du côlon. Les nerfs intrinsèques sont amenés à agir lorsque les parois des organes vitaux sont étirés par la nourriture. Ils libèrent de nombreuses substances variées qui vont accélérer ou ralentir les mouvements de la nourriture et la production de sucs par l’appareil digestif.